# Registr sčítacích obvodů a budov
Registr sčítacích obvodů a budov (RSO) je veřejný seznam, který je veden dle § 20a) zákona č. 89/1995 Sb., o státní statistické službě, ve znění pozdějších předpisů. Jeho správcem je Český statistický úřad.
Registr představuje hierarchicky uspořádanou soustavu evidovaných objektů (např. budov), která podchycuje jejich vzájemné vazby a změny v obsahu, čase a prostoru. V registru se evidují popisné a lokalizační údaje:
- o územních a územně evidenčních prvcích,
- o statistických územních jednotkách,
- o budovách s přidělenými čísly domovními (včetně vchodů k bytům) a jejich adresách,
- o bytech (neveřejné údaje).

Datový obsah RSO je průběžně aktualizován, od roku 2013 je hlavním aktualizačním zdrojem Registr územní identifikace, adres a nemovitostí (RÚIAN). RSO je také referenčním místem pro adresy a lokalizaci ekonomických subjektů evidovaných v Registru ekonomických subjektů.
Uživatel může v registru vyhledávat budovu na základě zadané adresy. Výsledkem vyhledávání je informace o příslušnosti budovy k územním celkům, ke správním úřadům, převažující využití budovy, nepřímá lokalizace budovy pomocí názvu mapového podkladu.
Registr rovněž nabízí vyhledávání podle územních celků (kraje, okresy, obce, městské obvody nebo městské části, katastrální území, části obcí, základní sídelní jednotky, sčítací obvody a další prvky). Může napomoci při orientaci v územní struktuře státu. K prohlížení náleží i adresní číselníky ulic, poštovních směrovacích čísel a jiné doprovodné číselníky.